# 图卢兹第一大学
图卢兹第一大学（法語：Université Toulouse-I-Capitole），是法国图卢兹的三所所公立综合性大学之一，建立于1968年。

## 历史
图卢兹大学最早成立于1229年，是法国历史第二悠久的大学。1793年，法国大革命关闭了所有的大学，图卢兹大学也随之关闭。1968年的教育改革将图卢兹大学分为了三所大学：一大、二大和三大。只有图卢兹一大留在了大学在市中心的历史校区。2007年3月，再一同組成土魯斯大學聯盟。

## 院系设置
- 法律政治学院
- 欧洲法律学校
- 图卢兹经济学校
- 图卢兹管理学校
- 管理传播学院
- 信息学院
- 罗德子大学技术学院
- 体育系
- 语言与文明系
- 数学系
- 历史系
- 政治与社会学系

## 外部連結
- 官方网站 （法文）

43°36′23″N 1°26′12″E / 43.60639°N 1.43667°E